# Lizhai (sockenhuvudort i Kina, Jiangxi Sheng, lat 29,01, long 117,92)
Lizhai är en sockenhuvudort i Kina. Den ligger i provinsen Jiangxi, i den sydöstra delen av landet, omkring 200 kilometer öster om provinshuvudstaden Nanchang. Antalet invånare är 9 610. Befolkningen består av 4 421 kvinnor och 5 189 män. Barn under 15 år utgör 21,0 %, vuxna 15-64 år 70 %, och äldre över 65 år 8,0 %.
Runt Lizhai är det tätbefolkat, med 319 invånare per kvadratkilometer. Närmaste större samhälle är Xingangshan, 11,0 km norr om Lizhai. I omgivningarna runt Lizhai växer i huvudsak blandskog.
Genomsnittlig årsnederbörd är 2 757 millimeter. Den regnigaste månaden är juni, med i genomsnitt 493 mm nederbörd, och den torraste är oktober, med 41 mm nederbörd.